# Kazimierz Furtak
Kazimierz Jan Furtak (ur. 2 stycznia 1951 w Boratynie) – polski naukowiec, inżynier budownictwa, specjalista z zakresu mechaniki obiektów mostowych, profesor nauk technicznych, rektor Politechniki Krakowskiej im. Tadeusza Kościuszki w kadencjach 2008–2012 i 2012–2016, w kadencji 2017–2020 przewodniczący Centralnej Komisji do Spraw Stopni i Tytułów.

## Życiorys
Absolwent Liceum Ogólnokształcącego w Jarosławiu. W 1973 ukończył studia z zakresu inżynierii ruchu na Wydziale Budownictwa Lądowego Politechniki Krakowskiej. Stopień naukowy doktora nauk technicznych uzyskał w 1979 na podstawie pracy zatytułowanej Wpływ mikrodefektów strukturalnych w betonie na pracę żelbetowych belek mostowych. Doktorem habilitowanym został w 1987 w oparciu o dorobek naukowy oraz rozprawę Nośność przekrojów normalnych w zginanych elementach żelbetowych poddanych obciążeniom zmiennym ze szczególnym uwzględnieniem obiektów mostowych. 22 listopada 1999 otrzymał tytuł naukowy profesora nauk technicznych.
Pracę naukową rozpoczął po studiach jako asystent stażysta w Zakładzie Budowy Mostów i Tuneli (przekształconej w Katedrę Budowy Mostów i Tuneli) PK. Od tego czasu związany z Politechniką Krakowską, przechodząc kolejne szczeble kariery naukowej. W 1975 został starszym asystentem, w 1980 adiunktem, a w 1987 docentem. W 2000 objął stanowisko profesora nadzwyczajnego, a w 2002 stanowisko profesora zwyczajnego, wykłada w Instytucie Materiałów i Konstrukcji Budowlanych. W latach 1996–2002 przez dwie kadencje pełnił funkcję dziekana Wydziału Inżynierii Lądowej (wcześniej przez sześć lat był prodziekanem tego wydziału), od 2002 do 2005 był prorektorem Politechniki Krakowskiej ds. rozwoju, a w latach 2005–2008 prorektorem ds. nauki. W 2008 został wybrany na stanowisko rektora PK, w 2012 uzyskał reelekcję na czteroletnią kadencję.
Pracował także okresowo w przedsiębiorstwach projektowych. Specjalizuje się w zagadnieniach związanych z badaniami konstrukcji i materiałów, budową mostów i tuneli, konstrukcjami betonowymi i drewnianymi, wzmacnianiem i modernizacją konstrukcji mostowych. Jest wieloletnim członkiem Sekcji Budownictwa, Inżynierii Lądowej i Wodnej oraz Komitetu Inżynierii Lądowej i Wodnej Polskiej Akademii Nauk, a także Międzywydziałowej Komisji Nauk Technicznych Polskiej Akademii Umiejętności. Został przewodniczącym Związku Mostowców Rzeczypospolitej Polskiej. Jest autorem lub współautorem ponad 200 publikacji naukowych, w tym autorem książki Mosty zespolone (1999) oraz autorem trzech podręczników uczelnianych. Opracował jako autor lub współautor m.in. około 70 projektów budowy oraz modernizacji i remontów głównie obiektów mostowych.
W 2017 powołany na przewodniczącego Centralnej Komisji do Spraw Stopni i Tytułów (z kadencją do 2020). W 2019 został członkiem Rady Doskonałości Naukowej I kadencji.

## Odznaczenia i wyróżnienia
- Krzyż Oficerski Orderu Odrodzenia Polski (2011)[4]
- Krzyż Kawalerski Orderu Odrodzenia Polski (2002)[5]
- Srebrny Krzyż Zasługi (1996)[6]
- Medal Komisji Edukacji Narodowej (2000)[7]
- Nagroda im. prof. Stefana Bryły (1995)[8]
- Medal im. prof. Stefana Kaufmana (2021)[9]